# Нар (село)
Нар — горное селение в Алагирском районе Республики Северная Осетия-Алания. Административный центр Нарского сельского поселения.
Ежегодно осенью в Наре проходит праздник осетинской литературы.

## География
Селение расположено вдоль Транскавказской магистрали, в южной части Алагирского района, у слияния Льядона и Закки в реку Нардон. Находится в 3 км в 55 км к югу от районного центра Алагир и в 92 км к юго-западу от Владикавказа.

## История
Дата основания около 15-16 век.
В конце 18 века в селе скрывался от врагов последний грузинский царевич.
В 1868 году часть жителей переселилась в Южную Осетию и основала там село Цунар (осет. Цъунар, от Цъус Нар — «Малый Нар»).
Несколько десятков семей переехало жить на опустошенные ущелье в долине реки Лаба, под предводительством офицера русской армии Левана Хетагурова, в основном Хетагуровы, Кесаевы, Абаевы, Дзапаровы, Сухиевы, Зангиевы, Туаевы, Ватаевы, Дарчиевы. С установлением Советской власти, а впоследствии после Второй мировой войны, село опустело с десятилетиями, к 1989 году в селе проживали около 20 человек.
Согласно председателю Комитета по охране и использованию объектов культурного наследия Эмилии Агаевой в 2020 году в Правительстве Республики Северной Осетии — Алании рассматривался вопрос о придании населённому пункту статуса «исторического поселения».

## Население
| 2002 | 2010 | 2021 |
| ---- | ---- | ---- |
| 8    | ↘6   | ↘5   |

## Религия
- Церковь святого великомученика Георгия Победоносца — отреставрирована и освящена Малым чином архиепископом Владикавказским и Аланским в 2012 году.

## Известные уроженцы
- Хетагуров Коста́ Леванович (1859—1906) — основоположник осетинской художественной литературы. В селении функционирует дом-музей, посвящённый его жизни и творческой деятельности.
- Гагиев Алихан Васильевич (1941) — осетинский поэт. Член СП СССР и России.

## Топографические карты
- Лист карты K-38-41 Мизур. Масштаб: 1 : 100 000. Состояние местности на 1984 год. Издание 1988 г.